# Barwinek (województwo podkarpackie)

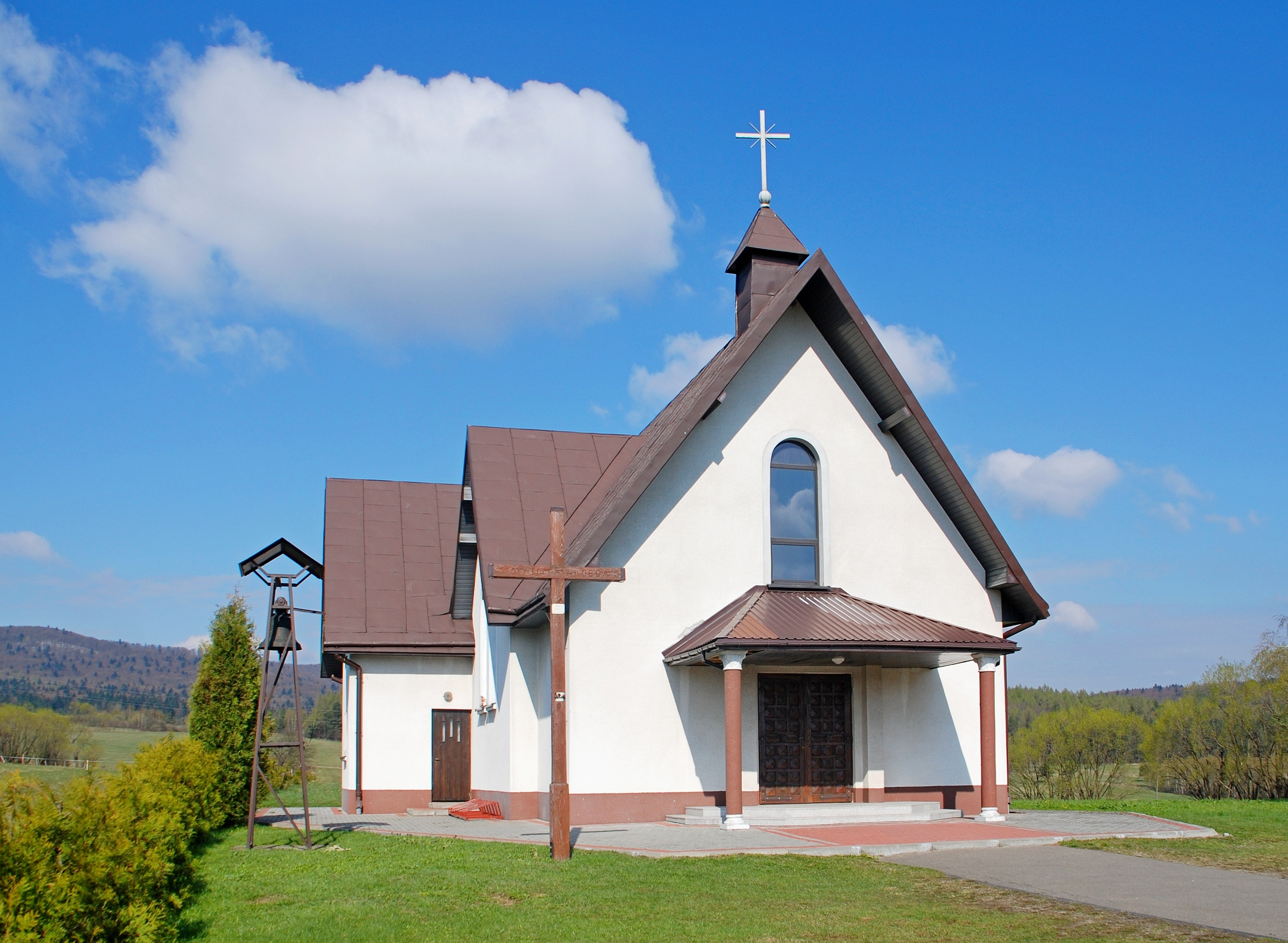
Kościół katolicki

Barwinek – wieś w Polsce w Beskidzie Niskim, w województwie podkarpackim, w powiecie krośnieńskim, w gminie Dukla.
W latach 1975–1998 miejscowość administracyjnie należała do województwa krośnieńskiego.

## Historia
Przez Barwinek, poprzez Przełęcz Dukielską (najniższą w gł. łańcuchu Karpat – wys. 500 m n.p.m.); już od wczesnego średniowiecza przebiegał jeden z ważniejszych szlaków komunikacyjnych z Węgier do Polski.
Wieś Barwinek powstała w XIV w. Założona została na prawie wołoskim. W roku 1581 władał Barwinkiem Oktawian Gucci – pochodzący z kupieckiego rodu włoskiego. Z tego okresu zachowały się rejestry podatkowe dotyczące Barwinka.
Kolejnym właścicielem Barwinka był ród Męcińskich, posiadacze Tylawy i Zyndranowej.
Od 1618 roku właścicielem wsi był Andrzej Męciński, a po nim kolejno: Jan Męciński, Wojciech Męciński, Stanisław Męciński i w końcu – aż do śmierci w 1859 roku – jego syn Wincenty Męciński. Ten ostatni był właścicielem Barwinka tylko do 1848 roku, ponieważ w wyniku uwłaszczenia chłopów właścicielami ziemi i zabudowań we  wsi zostali rolnicy z Barwinka (Uwłaszczenie chłopów na ziemiach polskich). Zabudowania celne istniały tu już pod koniec XVIII w.
7 kwietnia 1769 roku, w okolicy wsi Barwinek, skoncentrowały się siły konfederatów barskich gen. Jerzego Marcina Lubomirskiego. Przybył tu z Podola także Kazimierz Pułaski, czołowy dowódca wojskowy Konfederacji. Tu prowadzono zaciągi i zorganizowano jeden z największych obozów konfederackich. W Barwinku Lubomirski powierzył Pułaskiemu funkcję regimentarza krakowsko – sanockiego i sandomierskiego. W liście skierowanym do gen. Lubomirskiego Pułaski pisał: „…chłopstwa wiele się gwałtem ciśnie do wojska i deklaruje przyjeżdżać do obozu…”. W Barwinku sygnowany był uniwersał Pułaskiego, wzywający pod broń szlachtę Podkarpacia. Uniwersał podpisał też gen. Jerzy Marcin Lubomirski. Stąd w kwietniu 1769 r. wybrano się przeciw rosyjskim oddziałom Jelczaninowa do bitwy pod Iwlą.
Z Barwinka Kazimierz Pułaski wyruszył w rajd kawaleryjski na Podlasie i Litwę, w czasie którego w bitwie pod Łomazami zginął jego brat Franciszek.
Wielokrotnie przez tę osadę przechodziły wojska Konfederatów i tu też mieli swoje szańce. Dlatego łąka i wzgórze w tej miejscowości nosi taką nazwę. W dniu 14 maja 1772 r. do obozu w Barwinku przybył oficer austriacki wzywając do usunięcia się z tego miejsca i zagroził atakiem. Marszałkowie: sanocki Filip Radzimiński i inflancki Zyberk odpowiedzieli, że stoją we własnym kraju i nie zagrażają sąsiedniemu państwu.
W wyniku polskiej odmowy rozegrała się bitwa. Konfederaci widząc znaczną przewagę wojsk austriackich, wycofali się do Dukli. Po wycofaniu się konfederatów, przez Barwinek wkroczyły wojska korpusu preszowskiej straży przedniej gen. Esterházyego i Hadika, dokonujące I rozbioru Polski.
Do roku 1918 wieś znajdowała się w powiecie krośnieńskim w austriackiej prowincji Galicja. W 1848 r. przechodziły tędy stacjonujące w Galicji wojska austriackie, by stłumić powstanie Kossutha na Węgrzech.
W czerwcu 1849 r. drogą z Dukli przez Barwinek przemieszczał się na Węgry 90-tysięczny korpus wojsk rosyjskich pod dowództwem feldmarszałka Iwana Paskiewicza w celu stłumienia tamtejszego powstania. Korpus ten odprowadził do Barwinka osobiście car Mikołaj I. Tutaj odbyła się uroczystość religijna pobłogosławienia wojsk, stąd car wrócił przez Nowy Żmigród do Krakowa.
U schyłku XIX wieku ziemie posiadane przez Męcińskich zakupili przemysłowcy z Wiednia, bracia Thonet (synowie Michaela Thoneta), zakładając tu zwierzyniec. W tych czasach funkcjonowała tu jedna z fabryk mebli giętych  „Gebrüder Thonet”, wykorzystująca drewno bukowe z miejscowych lasów.
W roku 1880 wieś zamieszkana była przez 1992 osoby. W czasie I wojny światowej toczyły się tu dwukrotnie w 1914 r. ciężkie walki. 12 listopada 1914 r. Austriacy atakują na przełęczach karpackich – pod Barwinkiem, Grabiem, Konieczną i m. Golcowa. Miejscowość Barwinek została zrównana z ziemią. Poległych żołnierzy pochowano na cmentarzu wojennym w Dukli. Dopiero po bitwie gorlickiej, 2 maja 1915 r. wojska rosyjskie wycofały się z tych terenów.
W okresie międzywojennym w miejscowości stacjonowała placówka Straży Granicznej I linii „Barwinek”.
W czasie II wojny światowej od 1 do 10 września 1939 roku trwała wymiana strzałów między armią słowacką a polskimi oddziałami Korpusu Ochrony Pogranicza, nowo utworzonej brygady Karpaty. Chociaż w innym miejscu udało się wojskom słowackim przedrzeć przez granice i 7 września 1939 r. dojść do Rymanowa-Zdroju. W czasie okupacji niemieckiej utworzona została tu placówkę Grenzschutzu. Jednak przebiegał przez lasy Barwinka kanał kurierski na Węgry, przez który przerzucono części i dokumentację V-1 do Anglii. W zimie 1940 r. schwytano tu 12 Polaków próbujących przejść na Węgry.
We wrześniu 1944 r. toczyły się tu zacięte walki w ramach operacji dukielsko-preszowskiej, w których Słowacy, walczący u boku Armii Czerwonej, stracili wszystkie czołgi, a zwłoki żołnierzy pochowano po stronie słowackiej w Mauzoleum w Wyżnym Komarniku. W dniu 6 października 1944 r. udało się im przekroczyć Barwinek i przełęcz. Jednak 17 października 1944 r. wieś bombardowało lotnictwo niemieckie i zginęło wielu mieszkańców. Została również zniszczona cerkiew greckokatolicka.
Po wojnie wszyscy mieszkańcy narodowości ukraińskiej zostali przymusowo wysiedleni do ZSRR i w czasie akcji „Wisła”.
W okresie Polski Ludowej charakter tej miejscowości pozostał taki jak dawniej – typowo rolniczy. Przez przymusowe wysiedlenia Ukraińców wieś została prawie wyludniona: liczba mieszkańców, wynosząca krótko przed wojną ponad 1000, po wojnie spadła do 60. Do 2004 r. część mieszkańców utrzymywała się z pracy na rzecz urzędu celnego, znajdującego się w tej miejscowości.
Od południa Barwinek graniczył z miejscowością Felsö-Komárnok (obecnie Vyšný Komárnik) w hrabstwie Szaryskim. Do roku 1944 z Republiką Słowacką.
W Barwinku znajduje się dawne polsko-słowackie przejście graniczne. Należało ono do największych przejść granicznych na południowej granicy Polski. Położone było przy drodze krajowej nr 9 i przeznaczone do całodobowej odprawy pieszych, samochodów osobowych, autokarów, samochodów ciężarowych, małego ruchu granicznego. Zostało zlikwidowane na mocy układu z Schengen.
- Osobny artykuł: Przejście graniczne Barwinek-Vyšný Komárnik.

W Barwinku zaczynać się będzie planowana droga ekspresowa S19.

## Szlaki turystyczne
Przez Barwinek przebiegają dwa szlaki turystyczne:
- Baranie (754 m n.p.m.) – Barwinek – Przełęcz Dukielska (500 m n.p.m.) – Czeremcha
- Barwinek – Zyndranowa – Ostra (687 m n.p.m.) – Stasiane – Pustelnia św. Jana z Dukli